# Роберт Шергенгофер
Роберт Шергенгофер (нім. Robert Schörgenhofer, нар. 21 лютого 1973, Дорнбірн, Австрія) — австрійський футбольний арбітр, обслуговує матчі чемпіонату Австрії з 1997 року. З 2007 року — арбітр ФІФА. Обслуговував матчі юнацького чемпіонату Європи з футболу (U-17) 2007.

## Кар'єра
14 серпня 2004 року дебютував у матчі Бундесліги між командами «Пашинг» та «Адміра Ваккер Медлінг», до сезону 2003/04 судив матчі Erste Liga (разом 83 матчі). У Бундеслізі до сезону 2015/16 відсудив 139 матчів в яких виніс 733 жовті картки та 36 червоних карток.
У Кубку Австрії за три сезони відсудив дев'ять матчів, виніс 30 жовтих карток.
Роберт також судив матчі в чемпіонатах Румунії, Швейцарії та Єгипту. 
На міжнародній арені судив матчі чемпіонату світу серед молодіжних команд 2011 року, кваліфікаційних відборів до чемпіонатів світу 2010 та 2014 років, кваліфікаційного відбору чемпіонатів Європи 2012 та 2016 років.
З осені 2016 обслуговував відбіркові матчі чемпіонату світу 2018.